# Bruderschaft des heiligen Fürsten Wladimir
Die Bruderschaft des heiligen Fürsten Wladimir e. V. ist ein russisch-orthodoxer kirchlicher Wohltätigkeitsverein in Deutschland mit Sitz in Bad Kissingen, der im Jahr 1890 vom Vorsteher der russischen Botschaftskirche des hl. Wladimir in Berlin, Erzpriester Alexej Maltzew (1854–1915), gegründet worden ist, um notleidenden russischen Staatsbürgern jeder christlichen Konfession und orthodoxen Christen jeder Nationalität zu helfen. Zu den Aufgaben der Bruderschaft gehörte auch der Bau und die Unterhaltung russisch-orthodoxer Kirchen in Deutschland.

## Geschichte
Die Notwendigkeit der Gründung eines russischen Wohltätigkeitsvereins in Deutschland war entstanden, nachdem sich zum Ende des 19. Jahrhunderts im Zuge der europäischen Auswanderungswelle nach Amerika immer mehr gescheiterte russische Auswanderer in den deutschen Hafenstädten wiederfanden, wo sie sich, meist verarmt und meist erfolglos mit der Bitte um Hilfe an die russischen diplomatischen Vertretungen wandten. Der im Jahre 1886 zum Botschaftsgeistlichen in Berlin ernannte Erzpriester Alexej Maltzew erkannte die Situation und erwirkte bereits im Jahre 1888 die Erlaubnis des für die russischen Kirchen in Westeuropa zuständigen St. Petersburger Metropoliten Isidor (Nikol’skij) und des russischen Außenministeriums zur Gründung eines kirchlichen Wohltätigkeitsvereins bzw. einer „Bruderschaft“, wie diese nach orthodoxer Tradition genannt werden. Die Gründungsversammlung der Bruderschaft fand am 10. April 1890 im Gebäude der russischen Botschaft in Berlin statt. Nach der Satzung war der jeweils amtierende russische Botschafter ex officio Ehrenvorsitzender der Mitgliederversammlungen der Bruderschaft. Das Patronat übernahm Großfürst Wladimir Alexandrowitsch (Bruder des Kaisers Alexander III.). Faktisch oblag die Geschäftsführung des Vereins Erzpriester A. Maltzew, der formell zunächst Schatzmeister, später Schriftführer gewesen ist.
Die Bruderschaft errichtete im Dorf Dalldorf (1905 umbenannt in Wittenau) nahe dem Berliner Vorort Tegel im Jahre 1895 das Alexanderheim (zum Gedenken an Zar Alexander III.), ein Hospiz, an das verschiedene Werkstätten, eine Druckerei und eine Gärtnerei angeschlossen waren, in denen in Not geratene Menschen durch Arbeit Geld für die Rückreise nach Russland verdienen konnten, ohne als Bettler dazustehen. Im Haus befanden sich auch eine russische Bibliothek und ein Museum für russische Kultur.
Gegenüber dem Alexanderheim richtete die Bruderschaft noch im Jahre 1892 einen orthodoxen Friedhof ein, dessen Friedhofskapelle zu Ehren der hl. Konstantin und Helena 1894 eingeweiht wurde. Danach errichtete die Bruderschaft die Allerheiligenkirche in Bad Homburg vor der Höhe (1899), die Kirche des Sergius von Radonesch in Bad Kissingen (1901), die Kirche des hl. Erzengels Michael in Görbersdorf in Schlesien (heute Sokolowsko) (1901), die Hauskapelle des hl. Nikolaus in Hamburg-Harvestehude (1901/02), die Kirche der hl. Innokentij von Irkutsk und Seraphim von Sarow in Bad Nauheim (1908) (hierbei wurde die ehemals lutherische Reinhardskirche gekauft), die Hauskapelle der hl. Maria Magdalena in Bad Brückenau (1908), das russische Hospiz in Bad Homburg vor der Höhe (1911), eine provisorische Hauskapelle im Hotel „Kaiserhof“ in Bad Wildungen (1912) und eine Hauskapelle in Danzig (1913). Der Ausbruch des Ersten Weltkrieges verhinderte den geplanten Bau einer Kathedrale des hl. Andreas in Berlin.
Die karitative Tätigkeit der Bruderschaft beschränkte sich nicht auf Deutschland. Dank großzügiger Spenden unterstützte sie durch Hilfslieferungen die Opfer von Missernten in Zentralrussland, sandte Pakete an russische Kriegsgefangene in Japan, half Behinderten und Waisen in Russland.
Der Erste Weltkrieg unterbrach die Tätigkeit der Bruderschaft, deren Mitglieder 1914 nach Russland ausgewiesen wurden. Erzpriester A. Maltzew verstarb im Jahre 1915 in Kislowodsk und wurde auf dem Nikol’skij-Friedhof in St. Petersburg beigesetzt.
Nach der Russischen Revolution von 1917 befanden sich unter den nach Berlin geflohenen russischen Emigranten auch mehrere alte Mitglieder der Bruderschaft, die sie im Jahre 1923 endgültig als eingetragenen Verein registrierten. Für eine Fortsetzung der karitativen Tätigkeit fanden sich indes keine Mittel mehr, der Verein war mit der Instandhaltung seiner Kirchen überfordert. Dennoch errichtete Generalmajor Nikolaj Iwanowitsch Globatschew (1869–1947), Mitglied der Bruderschaft und Vorsitzender der Vereinigung russischer Kriegsversehrter in Deutschland, im Jahre 1921 in Berlin-Tegel ein Wohnheim für russische Kriegsversehrte, und Generalmajor Alexej Alexandrowitsch von Lampe (1885–1967) Mitglied der Bruderschaft und Vorsitzender des Russischen Allgemeinen Kriegerbundes (ROWS) in Deutschland, errichtete im Jahre 1938 auf dem Gelände des Friedhofs in Berlin-Tegel ein Kriegerdenkmal «Den treuen Söhnen des großen Russlands» zum Gedenken an die Toten des Ersten Weltkrieges und des Russischen Bürgerkrieges.
Seit 1938 gehört die Bruderschaft der Russischen Orthodoxen Diözese des orthodoxen Bischofs von Berlin und Deutschland (Körperschaft des öffentlichen Rechts) an (Russische Orthodoxe Kirche im Ausland).
Nach dem Zweiten Weltkrieg übergaben die Besatzungsbehörden im Jahre 1945 das Eigentum der Bruderschaft in Berlin dem Moskauer Patriarchat. Der Vorstand der Bruderschaft befand sich nun in Westdeutschland. Im Jahre 1961 wurde der Vereinssitz offiziell nach Bad Kissingen verlegt.
Ab 1990 knüpfte der Vorsitzende der Bruderschaft Gleb Rahr (1922–2006) Beziehungen zum Moskauer Patriarchat. Als der Verein im Jahre 1995 aus finanziellen Gründen gezwungen war, seine Hauskapelle in Hamburg-Harvestehude zu schließen, übergab er die dort befindliche Feldikonostase, die im Siebenjährigen Kriege für die russische Garnison in Memel gefertigt worden war, auf Bitten des Metropoliten Kyrill (Gundjajew) von Smolensk und Kaliningrad an die neue russisch-orthodoxe Christ-Erlöser-Kathedrale in Kaliningrad (ehem. Königsberg i. Pr.).
Im Jahre 1996 legte die Bruderschaft eine bescheidene Geldreserve für karitative Zwecke an, deren Zinserträge für Kinderhilfsprojekte in Russland verwendet werden. Gleichzeitig entwickelte sich mit der Herausgabe des «Bratstwo-Boten» wieder eine gewisse publizistische Tätigkeit.
In den ersten Jahren des 21. Jahrhunderts baute die Bruderschaft ein Netzwerk von Partnern in Russland auf, die sie in ihrer Tätigkeit seitdem unterstützen. Hierzu zählen u. a. die „Bruderschaft des hl. Wladimir“ (Bratstwo Swjatogo Wladimira) in Moskau, die Russische Kulturstiftung (Rossijskij Fond Kul’tury), das Staatsarchiv der Russischen Föderation (Gosudarstwennyj Archiw Rossijskoj Federazii), die Stiftung „Russisches Ausland“ (Russkoe Sarubeschje) und die „Russische Gesellschaft St. Petersburgs“ (Russkoe Obschschestwo Sankt-Peterburga).
Im Jahre 2006 wurde die Bruderschaft als Eigentümerin des russischen Friedhofs in Berlin-Tegel wiederhergestellt. Den Friedhof und die Kirche stellt sie der Berliner Diözese des Moskauer Patriarchats weiterhin zur Verfügung. Die Botschaft der Russischen Föderation in Berlin beauftragte die Bruderschaft im Jahre 2008 mit der Pflege alter russischer Denkmäler und Grabstätten in Deutschland.
Zum Ende des Jahres 2009 zählte die Bruderschaft ca. 50 Mitglieder in verschiedenen Ländern, die verschiedenen kirchlichen Jurisdiktionen angehören (Russische Auslandskirche, Moskauer Patriarchat, Exarchat der orthodoxen Gemeinden russischer Tradition in Westeuropa, Polnische Orthodoxe Kirche und Orthodoxe Kirche in Amerika).

## Vorstandschaft
Gründer und Lenker der Bruderschaft
- 1888–1915 Erzpriester Alexej Maltzew

Schirmherren der Bruderschaft
- 1890–1909 Großfürst Wladimir Alexandrowitsch Romanow
- 1909–1920 Großfürstin Maria Pawlowna Romanow
- 1936–2001 Vera Konstantinowna Romanowa

Die kaiserl.-russ. Botschafter als Ehrenvorsitzende der Bruderschaft
- 1890–1895 Pawel Andrejewitsch Schuwalow
- 1895–1912 Nikolaj Dmitrijewitsch von der Osten-Sacken
- 1912–1914 Sergei Nikolajewitsch Swerbejew

Vorsitzende der Bruderschaft
- 1922–1924 Alexandra Dubasoff, geb. Sipjagin
- 1924–1936 Sergius Botkin
- 1936–1951 Vera Konstantinowna Romanowa
- 1951–1955 Michael von Medem
- 1955–1963 Nikolaus von Guerard
- 1963–1967 Nikolaus von Fabricius
- 1967–1971 Alexander Spakowitsch
- 1971–1983 Leo von Serow
- 1983–2004 Gleb Rahr
- seit 2004 Dimitrij Rahr

## Werke
- Bratskij Jeschegodnik. Prawoslawnye zerkwi i russkie utschreschdenija sa granizeyu (Bratstwo-Jahrbuch. Orthodoxe Kirchen und russische Einrichtungen im Ausland) (russisch). Bratstwo-Selbstverlag, St. Petersburg 1906.
- K XV-letiju Sw. Knjas’-Wladimirskogo Bratstwa (Zum 15-jährigen Jubiläum der Bruderschaft des hl. Fürsten Wladimir) (russisch). Bratstwo-Selbstverlag, Berlin 1906.
- Berlinskij Bratskij Wremennik. Prawoslawnye zerkwi i russkie utschreschdenija sa granizeju (Berliner Bratstwo-Jahrbuch. Orthodoxe Kirchen und russische Einrichtungen im Ausland) (russisch). Bratstwo-Selbstverlag, Berlin 1911.
- Bratskij Westnik (Bratstwo-Bote) (russisch), № 1-20, Bad Kissingen 1996–2002.